# Mario Luxoro
Mario Fernando Luxoro Mariani (Santiago, 1 de febrero de 1926-27 de diciembre de 2016) fue un ingeniero civil químico chileno. Fue iniciador de la Escuela de Biofísica en Chile, y obtuvo el Premio Nacional de Ciencias en 2000. Uno de sus principales aportes fue descubrir la relevancia de las proteínas en el impulso nervioso.

## Biografía

### Inicios en la medicina
Su educación secundaria la hizo en el Liceo Alemán, donde fue destacó su aptitud para las matemáticas. En 1948 obtuvo el título de ingeniero civil químico en la Universidad Técnica Federico Santa María, en Valparaíso.
Después de graduarse, comenzó su interés en la investigación básica en las ciencias biomédicas y bioquímicas. A inicios de la década de 1950 no existían carreras dedicadas a la bioquímica por lo que la carrera de medicina era lo más próximo a esta disciplina. Se inscribió como estudiante de medicina en la Universidad de Chile, en Santiago. En el segundo año de sus estudios, logró destacar en la disciplina de fisiología, por lo que el profesor Bjorn Holmgrem convenció a sus colegas Francisco Hoffmann y Samuel Middleton de que Luxoro era el candidato ideal para entrenarse en el estudio de los procesos fisiológicos utilizando conocimientos de física, química y matemática, y así iniciar el estudio de la biofísica en Chile. Durante su tercer año, en enero de 1953 fue galardonado con una beca de la Fundación Rockefeller, y se convirtió en un estudiante graduado en el Instituto Tecnológico de Massachusetts (MIT) en Boston.

### Carrera científica
En el MIT realizó una tesis doctoral utilizando técnicas electrofisiológicas y de microscopía electrónica, abocándose al estudio de las propiedades funcionales de axones gigantes de calamar y al estudio de la estructura de fibras nerviosas recubiertas con mielina; este trabajo, enteramente suyo, originó su primera publicación científica, publicado en Proceedings of the National Academy of Sciences. En 1957, fue uno de los primeros chilenos en obtener el grado de doctor en el extranjero.
Durante su primer año en Boston, estuvo muy deprimido por haber dejado en Chile a su novia Ema, por lo que el Dr. Harvey Miller, encargado de la Fundación Rockefeller en Chile, arregló el viaje de Ema a Boston, donde se casaron y nacieron dos de las cuatro hijas que tuvieron. Rechazando una oferta de una posición facultativa en el MIT, regresó a su país, decidido a dedicarse a la investigación básica en biofísica de membranas en Chile. Su enfoque cuantitativo de la biología era bastante nuevo en el mundo desarrollado y ciertamente fue pionero en Chile.
Por los años 1960, conoció en Estocolmo al biofísico estadounidense Kenneth Stewart Cole, quien le sugirió viajar a Chile para utilizar el axón gigante del calamar local. Cole envió a algunos de sus colaboradores a Chile para trabajar en conjunto con el grupo de Luxoro. Con el apoyo de la Universidad de Chile, Luxoro y sus colegas fundaron el Laboratorio de fisiología celular en Montemar, cerca de la ciudad de Viña del Mar.
Muy poco tiempo después de su regreso, Luxoro recibió en su laboratorio a un estudiante de medicina, Eduardo Rojas, quien se convirtió en el primer discípulo de la larga lista de chilenos jóvenes con un gran talento y entusiasmo a los cuales les enseñó los fundamentos de la biofísica y comenzó junto con ellos la investigación experimental sobre las células nerviosas. En conjunto con Eduardo Rojas, hicieron un importante descubrimiento para la biofísica mundial: Descubrieron que al inyectar una enzima proteolítica (tripsina) en el interior del axón gigante de calamar se pierde de manera casi instantánea la excitabilidad del axón. Este descubrimiento, publicado en la revista Nature en 1963, demostró en forma concluyente que las entidades moleculares responsables del potencial de acción eran proteínas y no otro tipo de moléculas, como se especulaba entonces. Este grupo atrajo a un gran número de estudiantes, como Francisco Bezanilla, Cecilia Hidalgo, Ramón Latorre, Julio Vergara, entre otros, dando un gran impulso a la empresa experimental de Luxoro.

En mi opinión, Mario Luxoro ha sido uno de los pilares de la investigación científica en Chile, y le debemos la formación del grupo de mayor influencia en la ciencia chilena (...)
Prof. Francisco Bezanilla, Universidad de California en Los Ángeles

El trabajo generado en Montemar llamó la atención de la comunidad internacional, y diversos científicos de renombre viajaron a Chile para hacer investigaciones con este grupo. Algunos de los datos más relevantes de la literatura acerca de la excitabilidad de la membrana fueron producidos en ese lugar.

### Época dorada
Fue decano de la Facultad de Ciencias de la Universidad de Chile entre 1968 y 1972, siendo uno de los fundadores. Esta nueva responsabilidad le obligó a permanecer en Santiago. Durante su administración, atrajo importantes fondos internacionales, lo que posibilitó un gran aumento del personal, y una ampliación de sus instalaciones y centros de investigación. Estas grandes mejoras permitieron reunir a los científicos que habían estado hasta entonces repartidos por toda la ciudad, lo que hizo posible un aumento importante en la productividad científica y, al mismo tiempo, atrajo a un considerable número de estudiantes universitarios interesados en las ciencias básicas.

La primera vez que conocí al profesor Luxoro hace más de 30 años, y mis posteriores visitas a él en Santiago o en Montemar fueron siempre una inspiración para mí. Sus contribuciones científicas en la biofísica de membrana son muy apreciados por la comunidad internacional, y el jugó un papel fundamental en el establecimiento de una distinguida escuela de biofísica chilena que ha colaborado con muchos de nosotros.
Prof. Richard Keynes, Laboratorio de Fisiología, Universidad de Cambridge

Poco después de que su administración terminara, la intervención militar que tuvo lugar en Chile en 1973 afectó profundamente la actividad universitaria de todo tipo. Muchos compañeros de trabajo de Luxoro abandonaron Chile, estableciéndose en países en los que pudieran continuar su trabajo en un entorno académico adecuado. Sacrificando su carrera científica, Luxoro se negó a salir y permaneció en Chile, para mantener la tradición científica de Montemar. El profesor Luxoro y algunos otros científicos contribuyeron al mantenimiento de la vida científica y académica en estos años, hasta el fin de la dictadura militar.

## Logros
- Luxoro proporcionó la primera demostración de que las proteínas en lugar de los lípidos, están implicados en el flujo de iones a través de la membrana plasmática del nervio, participando en la generación del potencial de acción.
- Un segundo logro importante de Luxoro fue su reconocimiento del estado dinámico del calcio intracelular. Fue más allá al proponer un modelo que permite el cálculo de la concentración de calcio intracelular, las constantes cinéticas para la unión del calcio y liberación, y su permeabilidad de membrana.
- Luxoro siguió participando activamente en la investigación, su interés se desplazó de la excitabilidad del axón gigante del calamar al problema de acoplamiento excitación-contracción en las fibras musculares gigantes de Balanus y, más recientemente, al acoplamiento excitación-secreción en células de vertebrados cromafines.
- Obtuvo el Premio Nacional de Ciencias Naturales en 2000.

## Publicaciones

### Entre 1950-1970
- LUXORO M (1958) Observations in myelin structure: lncisures and nodal regions. Proc Natl Acad Sci USA 44: 152-156[5]
- LUXORO M (1960) Incorporation of aminoacids labeled with carbon-14 in nerve proteins during activity and recovery. Nature 188: 119-120[8]
- LUXORO M (1960) Behavior of nerve proteins during active ion transport. In: SEGAL J (ed) Struktur und Biologische Funktion der Eiweise. Jena, Germany: Fischer Verlag. pp 276-283
- LUXORO M, ROJAS E, WITTIG E (1963) Effect of azide and Ca ions on the reversible changes of protcin configuration in stimulated nerves. J Gen Physiol 46: 1109-1121
- ROJAS E. LUXORO M (1963) Microinjection of trypsin into axons of squid. Nature 199: 78-79[6]
- TASAKI I, LUXORO M (1964) lntracellular perfusion of Chilean giant squid axons. Science 145: 1313-1315[9]
- TASAKI I, LUXORO M, RUARTE R (1965) Electrophysi-ological studies of Chilean squid axons under internal perfusion with sodium-rich media. Science 150: 899-901[10]
- LUXORO M. CANESSA M, VARGAS F (1965) Physiological properties of the giant axons from Dosidicus gigas. Excerpta Med Intl Congr Ser 87: 507-514
- LUXORO M, RISSETTI S (1967) Calcium efflux in giant axons. Biochem Biophys Acta 135: 368-370[11]
- LUXORO M, YAÑEZ E (1968) Permeability of the giant axon of Dosidicus gigas to calcium ions. J Gen Physiol 51 (part 2): 115s-122s

### Entre 1970-1980
- ROJAS E, LUXORO M (1974) Coupling between ionic conductance changes and contraction in barnacle muscle fibres under membrane potential control. In: Biol Res 30: 91-94 (1997)
- MONNIER E (ed) Actualités Neurophysiologiques. Paris: Masson et Cie. pp 159-169
- BACIGALUPO J, LUXORO M, RISSETTI S, VERGARA C (1979) Extracellular space and diffusion barricrs in muscle fibres from Megabalanus psittacus (Darwin). J Physiol, London 288: 301-312
- HIDALGO J. LUXORO M. ROJAS E (1979) On the role of extracellular calcium in triggering contraction in muscle fibres from barnacle under membrane potential control. J Physiol, London 288: 313-330
- ALVAREZ R. LUXORO M, NASSAR-GENTINA V. SZKLARZ G (1980) Phosphate exchange bctwcen high-energy phosphate compounds in resting crustacean muscle. Quart J Exp Physiol 65: 199-205

### Entre 1980-1990
- LUXORO M (1982) Propiedades fisiológicas de la fibra muscular estriada de Megabalanus psittacus (Darwin). Arch Biol Med Exp 15: 321-330
- LUXORO M. NASSAR-GENTINA V (1984) Potassium-induced depolarization and generation of tension in barnacle muscle fibres: Effects of external calcium, strontium and barium. Quart J Exp Physiol 69: 235-243
- LUXORO M. NASSAR-GENTINA, V (1986) Inactivation of calcium currents in muscle fibers from balanus. In: LATORRE R (ed) Ionic Channels in Cells and Model Systems. New York: Plenum Press. pp 235-241
- ROJAS E, NASSAR-GENTINA V, LUXORO M. POLLA RO H, CARRASCO MA (1987) lnositol 1.4.5 trisphosphate-induced Ca 2+ release frorn the sarcoplasmic reticulum and contraction in crustaccan muscle. Can J Physiol Pharmacol 65: 672-680[12]

- LUXORO M, NASSAR-GENTINA V. ROJAS E (1990) Excitation contraction coupling in barnacle musclc fibers: Does calcium entry trigger contraction directly') In: HIDALGO C, BACIGALUPO J. JAIMOVICH J, VERGARA J (eds) Transduction in Biological Systems. New York: Plenum. pp 289-300

### Entre 1990-2000
- NASSAR-GENTINA V, LUXORO M, URBINA N (1991) Cholinergic receptors and catecholamine secretion from adrenal chromaffin cells of the toad. Comp Biochem Physiol 100 (C): 495-500
- NASSAR-GENTINA V, LUXORO M (1992) Catecholamine secretion from adrenal chromaffin cells of the toad: Effect of monensin. Comp Biochem Physiol 101 (C): 219-225[13]
- ROJAS E. NASSAR-GENTINA V, POLLARD HE. LUXORO (1992) Mechanism of calcium release from terminal cisternae in crustacean muscle. In: FRANK GB, BIANCHI CP, TERKEIS H (eds) Excitation Contraction Coupling in Cardiac, Skeletal and Smooth Muscle. New York: Plenum. pp 305-317
- AGUILAR P. NASSAR-GENTINA V, LUXORO M (1992) Is sodium necessary for stimulus-secretion coupling in adrenal chromaffin cells? Comp Biochem Physiol 102 (A): 745-749[14]
- NASSAR-GENTINA V, BONANSCO C, LUXORO M(1993) lonic components of the electrical response ol chromaffin cells from the toad adrenal gland. Comp Biochem Physiol 105 (C): 513-520[15]
- NASSAR-GENTINA V, ROJAS E, LUXORO M (1994) Rise in cytoplasmic Ca2+ induced by monensin in bovine medullary chromaffin cells. Cell Calcium 16: 475-480
- NASSAR-GENTINA V, CATALAN L, LUXORO M(1997) Nicotinic and muscarinic components in acetylcholine stimulation of porcine adrenal medullary cells. Mol Cell Biochem 169: 107-113
- LUXORO M, NASSAR-GENTINA V, ROJAS E (1997) Deprivation of Na+, Ca 2 + and Mg 2+ from the extracellular solution increases cytosolic Ca 2+ and stimulates catecholamine secretion from cultured bovine adrenal chromaffin cells. Mol Cell Biochem 170: 65-73